# Артјом Волков
Артјом Леонидович Волков (рус. Артём Леонидович Волков — Новаполацк, 28. јануар 1985) професионални је белоруски хокејаш на леду који игра као нападач на позицијама центра и десног крила.
Члан је сениорске репрезентације Белорусије за коју је на међународној сцени дебитовао на светском првенству 2014. године. 
Као играч Јуности освојио је 4 титуле првака Белорусије (у сезонама 2003/04, 2004/05, 2005/06. и 2008/09).